# 紅澤葉子
紅澤 葉子（べにさわ ようこ、新字体：紅沢、1901年8月28日 - 1985年4月27日）は、日本の女優。本名は友野 はな（ともの はな）。
伊庭孝らの新星歌舞劇団を経て、大正活映に入り『蛇性の淫』などの映画に出演。その後牧野教育映画製作所、帝国キネマ、マキノ・プロダクション、日活、松竹などに移って脇役女優として活躍した。元夫は映画監督の古海卓二。

## 来歴・人物
1901年（明治34年）8月28日、神奈川県横浜市に乾物商の父・要蔵と母・マサの1男4女の二女として生まれる。
横浜市立第一南吉田小学校を経て旧制・神奈川県立高等女学校（現在の神奈川県立横浜平沼高等学校）を卒業。在学中に高木徳子の歌舞劇協会に参加するが、1919年（大正8年）3月20日に高木が亡くなると伊庭孝らが結成した新星歌舞劇団に入る。翌1920年（大正9年）、歌劇団の作者だった古海卓二と結婚して舞台を退き、活動倶楽部社に客員として入り、雑誌『オペラ評論』の編集に携わる。
同年、活動倶楽部社が発行する映画雑誌『活動倶楽部』に大正活映（略称：大活）の附属俳優養成所第1期生募集の広告が掲載され、『活動倶楽部』編集部にいた野田高梧や小田喬らの薦めでこれに応募、採用されて横浜市山下町の大活養成所に入る。同期には高橋英一（後の岡田時彦）、竹村信夫らがおり、のちに江川宇礼雄、横田豊秋、内田吐夢らが加わった。大活は谷崎潤一郎を文芸顧問、ハリウッド帰りの栗原トーマスを監督に迎えて、純映画の製作を目標に創設され、その第1作『アマチュア倶楽部』には女中役で出演する。3ヶ月間の養成を終えると、短編映画『泥の災難』『神の摂理』で主役を演じ、続く栗原監督の『蛇性の淫』では高橋（岡田）演じる豊雄を誘惑して夫婦になる蛇の化身・真女児役で主演する。やがて大活は経営不振から解散同然となる。
1922年（大正11年）、夫の古海が牧野教育映画製作所に監督として迎えられていたことから、江川や内田とともに同社へ転じ、夫が監督した『心の扉』に主演する。同年に夫が牧野省三と決裂し、夫婦ともども退社、1924年（大正14年）に帝国キネマの大量引き抜きに応じて夫婦で入社して現代劇部に所属、古海の『行路』に岡田時彦、森静子と共演し、『薫る水仙』では横山運平を誘惑する村の酌婦を演じる。1926年（大正15年）、古海がまたも会社と衝突し、そろって退社する羽目になる。古海が創立した第一線映画聯盟の第2作『恐ろしき邂逅』に高堂國典と共演したのち、同年にマキノ・プロダクション御室撮影所に入社して『乃木将軍旅行日記』『へらへら武者修行』などに出演。1927年（昭和2年）に退社すると家庭に入って育児に専念するが、1934年（昭和9年）に古海と離婚する。
1935年（昭和10年）、日活多摩川撮影所に入社して映画に復帰。内田吐夢監督の『人生劇場』で小杉勇演じる青成瓢吉の幼馴染の母親を演じたほか、渡辺邦男監督の『うら街の交響楽』、熊谷久虎監督の『蒼氓』などに助演。1942年（昭和17年）1月に日活が大映に吸収合併されると退社して、同年4月に松竹大船撮影所へ入社。戦後も松竹大船に在籍し、小津安二郎監督の『晩春』、木下惠介監督の『少年期』などに出演。1955年（昭和30年）には映画製作を再開していた日活と再び契約を結んだ。
1985年（昭和60年）4月27日、心不全のため死去。83歳没。

## 出演映画
- アマチュア倶楽部（1920年、大正活映） - 女中
- 葛飾砂子（1920年、大正活映）
- 泥の災難（1921年、大正活映）
- 喜撰法師（1921年、大正活映）
- 蛇性の婬（1921年、大正活映） - 真女児
- 心の扉（1922年、牧野教育映画製作所）
- 行路（1925年、帝国キネマ）
- 薫る水仙（1925年、帝国キネマ）
- 大自然の叫び（1925年、アシヤ映画製作所）
- 隼七之助（1925年、帝国キネマ） - 女房お新
- 姉と妹（1925年、帝国キネマ） - その情婦
- 松風村雨（1925年、帝国キネマ） - 樋川家女中お花
- 恐しき邂逅（1926年、第一線映画聯盟）
- 乃木将軍旅行日記（1927年、マキノ・プロ）
- へらへら武者修業記（1927年、マキノ・プロ） - 蕃作女房お花
- 影法師捕物帳 後篇（1927年、マキノ・プロ） - 夢酔庵仲居お絹
- うら街の交響楽（1935年、日活） - 妻おつる
- 無情の夢（1935年、日活） - 芸妓屋女将お辰
- 緑の地平線（1935年、日活） - マダムみや子
- 明治一代女（1935年、日活） - 梅川女中お豊
- あなたと呼べば（1936年、日活） - 妻・はな
- 人生劇場（1936年、日活） - おりんの母
- 高橋是清自伝（1936年、日活） - 桝吉の母
- 蒼氓（1937年、日活） - 麦原の女房
- 限りなき前進（1937年、日活） - 北君の姉さん
- 土（1939年、日活） - 老婆おあさ
- 歴史 第一部 動乱戊辰（1940年、日活） - 福島屋女房
- 或る日の隣組（1941年、日活）
- 潜水艦1号（1941年、日活） - 慎作の叔母
- 海軍（1943年、松竹） - 下宿の女主人
- 家（1943年、松竹） - 妻おかね
- 女生徒と教師（1946年、松竹） - 山村先生
- 女性の勝利（1946年、松竹） - 母・ひさ
- 女の幽霊（1946年、松竹） - 老婆
- 安城家の舞踏会（1947年、松竹） - 舞踏会の招待客
- 若き日の血は燃えて（1947年、松竹） - 古本屋の主人の妻
- 駒鳥夫人（1948年、松竹） - 春樹の母きく
- 誘惑（1948年、松竹）
- 鐘の鳴る丘 㐧一篇 隆太の巻（1948年、松竹） - 宿の内儀
- 晩春（1949年、松竹） - 茶湯の先生
- 帰郷（1950年、松竹）
- てんやわんや（1950年、松竹） - 妻
- 三つの結婚（1950年、松竹） - 女中
- 少年期（1951年、松竹） - 下村先生の母
- 自由学校（1951年、松竹） - 母屋の小母さん
- 父帰る（1952年、松竹） - おたか
- 本日休診（1952年、松竹） - 近所の婆さん
- 現代人（1952年、松竹）
- 波（1952年、松竹） - 婆や
- カルメン純情す（1952年、松竹）
- 次男坊（1953年、松竹）
- 別離（1954年、松竹） - 婆さん
- 愛のお荷物（1955年、日活） - 出羽小路夫人
- 狼（1955年、近代映画協会）
- 沙羅の花の峠（1955年、日活） - お種
- おしゅん捕物帖 謎の尼御殿（1955年、日活） - お徳
- 銀座の女（1955年、日活） - おのぶ
- 母なき子（1955年、日活） - 衣装係の婆さん
- 愉快な仲間 赤ちゃん特急（1956年、日活） - たけ
- 風船（1956年、日活） - 下宿屋のおばさん
- 地獄の波止場（1956年、日活） - 市村の妻
- 色ざんげ（1956年、日活）
- 太陽の季節（1956年、日活） - 英子の母
- 殺人計画完了（1956年、日活） - 船頭のお上さん
- 狂った果実（1956年、日活） - 鎌倉の家の婆や
- 娘巡礼流れの花（1956年、日活） - 木賃宿のおかみさん
- 愛は降る星のかなたに（1956年、日活） - 田舎の伯母
- 沖縄の民（1956年、日活） - 老婆
- 人間魚雷出撃す（1956年、日活） - 下宿のおかみさん
- 永遠に答えず（1957年、日活） - 宏の母
- 陽のあたる坂道（1958年、日活） - よね子
- チャンチキおけさ（1958年、日活） - 田所ふさ
- 紅の翼（1958年、日活） - 沖山たも
- 逃亡者（1959年、日活） - 中井くめ
- 素っ裸の年令（1959年、日活） - PTA役員
- 無言の乱斗（1959年、日活） - 中年の婦人教官
- 男が命を賭ける時（1959年、日活） - 婆やきく
- 刑事物語シリーズ（日活）
  - 刑事物語 前科なき拳銃（1960年） - たね
  - 刑事物語 小さな目撃者（1960年） - 保育園の保母
- コルトが背中を狙ってる（1960年、日活） - 野原およし
- 闘牛に賭ける男（1960年、日活） - 夫人F
- 悪太郎（1963年、日活） - 淡路島の婆や
- 日本列島（1965年、日活） - とよおばさん